# Chamaepsila buccata
Chamaepsila buccata är en tvåvingeart som först beskrevs av Carl Fredrik Fallén 1826.  Chamaepsila buccata ingår i släktet Chamaepsila, och familjen rotflugor. Arten är reproducerande i Sverige.